# Viaduc de Castin
Le viaduc de Castin est un viaduc ferroviaire de l'ancienne ligne d'Eauze à Auch. Il est situé sur le territoire des communes de Castin et de Duran dans le département du Gers en région Occitanie.

## Situation ferroviaire
Le viaduc de Castin d'une longueur de 126 mètres est situé sur la ligne d'Eauze à Auch (à voie unique) dont le tronçon est déclassé en 1954. Il enjambe le ruisseau du Cros un affluent du Talouch.
C'était l'ouvrage le plus imposant de la ligne.

## Historique
La portion allant d’Auch à Castéra-Verduzan est ouverte à l’exploitation le 2 mai 1909 et reste en activité jusqu’au 3 juin 1952 et déclassé en 1954.

## Caractéristiques
Le viaduc construit en pierre (pont en maçonnerie) d'une longueur 126 mètres composé de 12 arches en plein cintre de 8 mètres d’ouverture chacune pour une hauteur maximale de 19,20 mètres.